# Агабекян, Арам Арутюнович
Арам Арутюнович Агабекян (род. 1 января 1928) — советский борец вольного стиля, чемпион (1956) серебряный (1958) и бронзовый (1960) призёр чемпионатов СССР, мастер спорта СССР (1956). Участвовал в девяти чемпионатов СССР. Тренировался под руководством Арташеса Карапетяна. Выступал в средней весовой категории (до 79 кг).

## Спортивные результаты
- Вольная борьба на летней Спартакиаде народов СССР 1956 года — ;
- Чемпионат СССР по вольной борьбе 1958 года — ;
- Чемпионат СССР по вольной борьбе 1960 года — ;